# Jan Štěrba (fotbalista)
Jan Štěrba (* 8. července 1994 Ostrava) je český profesionální fotbalista, který hraje na pozici středního obránce za český klub SK Artis Brno. Je také bývalým českým mládežnickým reprezentantem.

## Klubová kariéra
Jan Štěrba začínal je odchovancem klubu SK Sigma Olomouc. V olomouckém klubu odehrál velkou část své hráčské kariéry. V jarní části HET ligy v sezóně 2017/18 hostoval v Karviné. Po tomto hostování se vrátil spět do Sigmy, kde byl stoper číslo tři za mladým obráncem Václavem Jemelkou a kapitánem Vítem Benešem.
Za Sigmu Olomouc odehrál Jan Štěrba dohromady 74 zápasů, ve kterých odkopal 5288 minut. V dresu Olomouce vstřelil 6 gólů, ke kterým přidal 3 asistence a obdržel 10 žlutých karet.
Štěrba hostoval v sezoně 2021/22 v Brně z Olomouce, kam se vrátil na začátek letní přípravy. V létě 2022 se ale opět připojil ke Zbrojovce a kluby se dohodly na trvalém přestupu.